# 永尾まりや
永尾 まりや（ながお まりや、1994年〈平成6年〉3月10日 - ）は、日本のモデル、女優、グラビアアイドルであり、女性アイドルグループAKB48の元メンバーである。神奈川県横浜市出身（広島県生まれ）。

## 略歴
2009年
- 9月20日、『AKB48 第六回研究生（9期生）オーディション』に合格。

2010年
- 12月8日、『AKB48劇場5周年特別記念公演』において、同期の大場美奈、島崎遥香、島田晴香、竹内美宥、中村麻里子、森杏奈、山内鈴蘭とともに、正規メンバーへの昇格が発表される[ブログ 1]。ただし既存チームに空き枠がなかったため、正規メンバー56人に含まれながら所属はチーム研究生のままで、場合によっては研究生扱いにもなった[ブログ 2][ブログ 3]。

2011年
- 6月6日、TOKYO DOME CITY HALLで開催された『「見逃した君たちへ」〜AKB48グループ全公演〜』・ひまわり組 1st Stage「僕の太陽」公演において、チーム研究生に留め置かれていた他の正規メンバーとともにチーム4を結成することが発表される[ブログ 3]。

2012年
- 3月25日、コンサート『業務連絡。頼むぞ、片山部長! inさいたまスーパーアリーナ』3日目公演においてアービングへの移籍打診があったことが発表される[8][9]。
- 5月15日、アービング公式サイトにプロフィールが掲載される。
- 5月から6月にかけて実施された『AKB48 27thシングル 選抜総選挙』では39位で、ネクストガールズに選出される[ブログ 4]。
- 8月24日、『AKB48 in TOKYO DOME 〜1830mの夢〜』初日公演において、チーム再編に伴うチームKへの異動とチーム4の消滅が発表される[ブログ 5][10]。
- 11月1日、チームKに異動[11]。同日に始まったチームKウェイティング公演のスターティングメンバーとして新チームでの活動を開始する[12]。

2013年
- 5月22日発売のシングル「さよならクロール」でシングル表題曲初の選抜入り。
- 5月から6月にかけて実施された『AKB48 32ndシングル 選抜総選挙』では35位で、ネクストガールズに選出される[ブログ 6]。
- 7月23日発売の『JJ』（光文社）9月号の「S size News」で初めてファッション誌のモデルを務める[13]。

2014年
- 4月5日公開の『リアル人狼ゲーム 戦慄のクラッシュ・ルーム』で映画初主演[14]。
- 5月から6月にかけて実施された『AKB48 37thシングル 選抜総選挙』では65位で、アップカミングガールズに選出される[ブログ 7]。

2015年
- 4月28日より靴の通販サイトshoset（シュゼット）[15][16]にて永尾まりやプロデュースの「coche et coche by mariya」をリリース[17]。
- 5月から6月にかけて実施された『AKB48 41stシングル 選抜総選挙』では69位で、アップカミングガールズに選出される[ブログ 8]。
- 12月7日、AKB48劇場で行われた「峯岸チームK 最終ベルが鳴る」公演の兒玉遥・山本彩生誕祭でAKB48卒業を発表[18]。

2016年
- 1月21日、TOKYO DOME CITY HALLにて『高城亜樹・永尾まりや卒業コンサート』が開催される[19]。
- 2月14日、5月1日にパシフィコ横浜で開催される「唇にBe My Baby」劇場盤発売記念大握手会が、参加する最後のAKB48握手会となることが、AKB48オフィシャルブログで発表される[ブログ 9]。
- 3月19日、AKB48劇場で卒業公演が行われる[ブログ 10][20]。5月1日、AKB48としての活動を終了。

2020年
- 11月28日、蓼沼楓との共同YouTubeチャンネル「まりかえちゃんねる」を開設[動画 2]。

2024年
- 2月20日、自身のInstagramにて、アービングを退所し、以後はアービングとは業務提携というかたちで関わることを発表した[1][21]。
- 2月23日、個人事務所を立ち上げることを発表した[22][23]。
- 9月5日、自らプロデュースした女性アイドルグループ「かぷ♡ちゅーる」をお披露目[24][25][26]。

## 人物
- 愛称は、まりや、まりやぎ[27]。
- 母親の故郷である広島県で生まれ[動画 1][ブログ 11]、その後横浜に移住。兄が1人いる[ブログ 12]。
- プロ野球は家族揃って読売ジャイアンツのファンである。
- 小学生のころからモデル志望[13]。好きなモデルは鈴木えみ、高橋真依子[13]。
- タレントの蓼沼楓と非常に仲が良く、かつて「まりかえちゃんねる」という2人だけで運営してる公式ユーチューブアカウントを開設していた。
- 小学生時代に学級委員を務めた経験があるが、本人曰く「副委員長タイプ」で、自分から積極的に話をすることができない[28]。
- 趣味と特技は6年間習っていた[29]器械体操、特にロンダート[28]。他に趣味として掃除とショッピング[30]を挙げている。
- 長らく八重歯とアヒル口が特徴だった。八重歯はのちに矯正したが、アヒル口は意識してやっているわけではなく、「普通にしてても（唇が）出てんのわかる」とのこと。
- 長所はマイペース。短所は我が強い、わがまま[28]。
- 好きなアーティストはUVERworld[31]。
- 『AKB48 ネ申テレビ』シーズン16（ファミリー劇場）の企画で、猟銃・空気銃所持許可証を取得した[32]。狩猟免許は取らず、専らクレー射撃を好んでいる[33]。
- 芝山町観光親善大使を務めており、2015年10月23日には芝山町の1日町長に任命された[34]。
- 「向日葵プリンセス2020プロジェクト」の公式アンバサダーに任命された[35]。

### AKB48
- キャッチフレーズは、「みーんなに幸せを届けたい。ウィンクキラー永尾まりやです。」[13]であった。2015年に「まりやぎ拳銃、ババン、バーン。まりやぎこと永尾まりやです。」に変更した。
- AKB48のオーディションは友人が勝手に応募し、オーディションを受けてみたところ合格した[30][動画 3] ということもあってか、当初「ダンスレッスンでは立ち位置も分からず、まったく踊れず」の状態が続いたが、『初日』の歌詞を聞き「死ぬ気で歌って踊らないとダメなんだ!」と共感し[28]、その後は上達した。その時から、この楽曲がAKB48の中で最も気に入っている[29]。
- 2010年10月10日に開催された『AKB48 東京秋祭り』[注釈 1]2日目「ぐだぐだカラオケ大会」の一発芸コーナーに内田眞由美・鈴木まりや・横山由依と永尾の4名で「チーム体育会系アイドル」として登場し、横山と2人で息の合ったツインロンダートを披露している[36]。

## AKB48での参加楽曲

### シングルCD選抜楽曲
- 「ポニーテールとシュシュ」に収録
  - 僕のYELL - 「シアターガールズ」名義
- 「チャンスの順番」に収録
  - フルーツ・スノウ - 「チーム研究生」名義
- 「桜の木になろう」に収録
  - 黄金センター - 「チーム研究生」名義
- 「Everyday、カチューシャ」に収録
  - ヤンキーソウル
  - アンチ - 「チーム研究生」名義
- 「フライングゲット」に収録
  - 青春と気づかないまま
- 「風は吹いている」に収録
  - Vamos - 「アンダーガールズ ばら組」名義
  - 蕾たち - 「チーム4+研究生」名義
- 「上からマリコ」に収録
  - 走れ!ペンギン - 「チーム4」名義
- 「GIVE ME FIVE!」に収録
  - 羊飼いの旅 - 「スペシャルガールズB」名義
- 「真夏のSounds good !」に収録
  - 3つの涙 - 「スペシャルガールズ」名義
  - 君のために僕は…
- 「ギンガムチェック」に収録
  - ドレミファ音痴 - 「ネクストガールズ」名義
- 「UZA」に収録
  - 次のSeason - 「アンダーガールズ」名義
  - スクラップ&ビルド - 「Team K」名義
- 「永遠プレッシャー」に収録
  - 永遠より続くように - 「OKL48」名義
- 「So long !」に収録
  - Waiting room - 「アンダーガールズ」名義
  - 夕陽マリー - 「大島TeamK」名義
- さよならクロール
  - How come ? - 「Team K」名義
- 「恋するフォーチュンクッキー」に収録
  - 今度こそエクスタシー - 「ネクストガールズ」名義
- 「ハート・エレキ」に収録
  - 細雪リグレット - 「Team K」名義
- 「鈴懸の木の道で「君の微笑みを夢に見る」と言ってしまったら僕たちの関係はどう変わってしまうのか、僕なりに何日か考えた上でのやや気恥ずかしい結論のようなもの」に収録
  - Mosh & Dive
  - Party is over
- 「前しか向かねえ」に収録
  - 君の嘘を知っていた - 「Beauty Giraffes」名義
- 「ラブラドール・レトリバー」に収録
  - 愛しきライバル - 「Team K」名義
- 「心のプラカード」に収録
  - チューインガムの味がなくなるまで - 「アップカミングガールズ」名義
- 「希望的リフレイン」に収録
  - Ambulance - 「ゆり組」名義
  - 初めてのドライブ - 「Team K」名義
- 「ハロウィン・ナイト」に収録
  - 君だけが秋めいていた - 「アップカミングガールズ」名義
- 「唇にBe My Baby」に収録
  - お姉さんの独り言 - 「Team K」名義
- 「ハイテンション」に収録[注釈 2]
  - Better

### アルバムCD選抜楽曲
- 『ここにいたこと』に収録
  - High school days - 「チーム研究生」名義
  - ここにいたこと - 「AKB48+SKE48+SDN48+NMB48」名義
- 『1830m』に収録
  - 直角Sunshine - 「チーム4」名義
  - 青空よ 寂しくないか? - 「AKB48+SKE48+NMB48+HKT48」名義
- 『次の足跡』に収録
  - ぽんこつブルース
  - イチニノサン
  - 共犯者 - 「Team K」名義
- 『ここがロドスだ、ここで跳べ!』に収録 [37]
  - Conveyor - 「横山Team K」名義
- 『0と1の間』に収録
  - 愛の使者 - 「Team K」名義

### その他の参加楽曲
- シングルCD「初恋は実らない」 （おじゃる丸シスターズ名義、2011年5月11日発売）
  - 初恋は実らない （NHKアニメ「おじゃる丸」第14シリーズ（2011年）のエンディング・テーマ）
  - かたつむり〜おじゃる丸シスターズ・バージョン〜 （おぐまなみが歌った第13シリーズエンディング・テーマをカバーしたもの）
- シングルCD「やさしくするよりキスをして」（「渡辺美優紀」名義、2014年12月24日発売）
  - 春風ピアニッシモ - 「AKB48」名義

### 劇場公演ユニット曲
研究生「アイドルの夜明け」公演
- 片思いの対角線

研究生「恋愛禁止条例」公演
- 真夏のクリスマスローズ

研究生「シアターの女神」公演
- 初恋よ こんにちは

チームB 5th Stage「シアターの女神」公演
- ロマンスかくれんぼ（前座ガール）
- 初恋よ こんにちは ※佐藤すみれのアンダー

チームK 6th Stage「RESET」公演
- 檸檬の年頃（前座ガールズ）
- 明日のためにキスを ※菊地あやかのアンダー

チームA 6th Stage「目撃者」公演
- ミニスカートの妖精（前座ガールズ）
- ☆の向こう側 ※小嶋陽菜のアンダー

チーム4 1st Stage「僕の太陽」公演
- 愛しさのdefense

大島チームK ウェイティング公演
- 片思いの対角線（チームB 4th Stage「アイドルの夜明け」公演、米沢瑠美のポジション）
- あなたとクリスマスイブ（チームA 1st Stage「PARTYが始まるよ」公演）※板野友美のアンダー
- キャンディー（チームB 5th Stage「シアターの女神」公演、佐藤亜美菜、河西智美のポジション） ※河西ポジは松井珠理奈が休演の時、松井珠のアンダーに出演。
- 星の温度（チームA 1st Stage「PARTYが始まるよ」公演）※元は板野友美のアンダー。その後、平田梨奈と交代して、永尾は松井珠のアンダーに出演。

チームKウェイティング公演II「最終ベルが鳴る」公演
- おしべとめしべと夜の蝶々

チームK 7th Stage「RESET」公演
- 逆転王子様

田中将大「僕がここにいる理由」公演
- エンドロール（チームK 5th Stage「逆上がり」公演）

チームK 8th Stage「最終ベルが鳴る」公演
- おしべとめしべと夜の蝶々

## 出演

### テレビドラマ
- マジすか学園 最終話（2010年3月26日、テレビ東京） - 馬路須加女学園生徒 役
- マジすか学園2（2011年4月22日 - 7月1日、テレビ東京） - まりやぎ 役
- 花ざかりの君たちへ〜イケメン☆パラダイス〜2011（2011年7月10日 - 9月18日、フジテレビ） - 神戸夢美 役
- 私立バカレア高校（2012年4月14日 - 6月30日、日本テレビ） - 本庄真奈 役
- So long ! 第2夜（2013年2月12日、日本テレビ）
- マジすか学園3 第5話 - 最終話（2012年8月17日 - 10月5日、テレビ東京） - ヤギ 役
- ファーストクラス 第2期 第3話（2014年10月29日、フジテレビ） - NGS Holdings受付嬢 役[38]
- マジすか学園4 最終話（2015年3月30日、日本テレビ） - ゲッコウ 役
- アルジャーノンに花束を 第1話（2015年4月11日、TBS） - クラブにいた遊び友達 役
- マジすか学園5（2015年8月25日、日本テレビ） - ゲッコウ 役[注釈 3]
- JKは雪女（2015年9月28日 - 10月19日、毎日放送） - 山下香織 役[41]
- 家族ノカタチ（2016年1月17日 - 3月20日、TBS） - 小山有香 役[42]
- 咲-Saki-（2016年12月5日 - 26日、毎日放送・TBS系） - 龍門渕透華 役
- IQ246〜華麗なる事件簿〜 第5話（2016年11月13日、TBS） - 陽子 役
- 月曜名作劇場 犯罪資料館 緋色冴子シリーズ2（2017年7月10日、TBS） - 磯村綾香 役
- 僕たちがやりました（2017年8月15日、フジテレビ）
- ハケンのキャバ嬢・彩華 第4話（2017年11月6日、朝日放送[注釈 4]） - 香奈 役[43]
- 咲-Saki-阿知賀編 episode of side-A（2018年1月9日、TBS） - 龍門渕透華 役
- 声ガール!（2018年4月8日 - 6月10日、朝日放送テレビ） - 稲葉蓮 役[44]
- 連続ドラマW 不発弾〜ブラックマネーを操る男〜 第2話（2018年6月17日、WOWOW） - ルミ 役[45]
- インベスターZ 第4話（2018年8月4日、テレビ東京） - 町田浩子 役[46]
- JOKER×FACE 第1話・第2話（2019年1月15日・22日、フジテレビ） - 友里子 役[47]
- パーフェクトクライム（2019年1月20日 - 3月24日、朝日放送テレビ） - 加藤千夏 役[48]
- 神酒クリニックで乾杯を 第7話（2019年3月9日、BSテレ東 / 6月3日、テレビ東京） - クレア 役[49]
- 都立水商! 〜令和〜（2019年5月6日 - 6月24日、毎日放送 / 5月8日 - 6月26日、TBS） - 坂下咲良 役[50]
- 俺のスカート、どこ行った? 第9話（2019年6月15日、日本テレビ） ‐ 崎山 役
- 名もなき復讐者 ZEGEN（2019年8月30日 - 10月18日、関西テレビ） - 鮎川明菜 役[51]
- みをつくし料理帖スペシャル 後編（2019年12月21日、NHK総合） - お薗 役
- 課長バカ一代（2020年1月12日 - 3月22日[注釈 5]、BS12 トゥエルビ） - 小泉梨花子 役[52][53]
- テレビ東京×note 100文字アイデアをドラマにした！ 最終話「パスワード間違えた！」（2020年3月23日、テレビ東京）[54]
- 銀座黒猫物語 第4話「松﨑煎餅」（2020年8月7日、関西テレビ） - 家長マキ 役[55]
- 不倫をコウカイしてます 第1話（2020年9月6日・13日、朝日放送テレビ） - 杉浦さつき 役[56]
- ドラマスペシャル 刑事アフター5（2020年10月1日、テレビ朝日系[注釈 6]） - 笠原真由子 役
- 極主夫道 第8話（2020年11月29日、日本テレビ）[57]
- 3Bの恋人（2021年1月10日 - 3月14日、朝日放送テレビ） - 香奈 役[58]
- 世にも奇妙な君物語 第1話「シェアハウさない」（2021年3月5日、WOWOWプライム・WOWOWオンデマンド） - れいな 役[59]
- 山村美紗サスペンス 小説家探偵 鍋島仙太（2021年3月7日 - 28日、BS日テレ） - 小南ありさ 役[60]
- 合理的にあり得ない 〜探偵・上水流涼子の解明〜 第8話（2023年6月5日、関西テレビ・フジテレビ） - 矢上朱音 役
- 初恋不倫〜この恋を初恋と呼んでいいですか〜（2024年7月4日 - 9月5日、BSテレビ東京） - 時松ミホ 役[61]
- おとなりコンプレックス（2025年2月21日 - 3月14日、フジテレビ） - 二宮紗耶香 役[62]
- グラぱらっ!（2025年7月7日 - 、朝日放送テレビ） - 逢󠄀坂みお 役[63]

### バラエティ
- MYNAMEのWキッチン（2013年1月7日 - 3月25日、TOKYO MX） - 「氷の料理教室 - 秘伝伝授 - 」MYNAME教育係兼カリスマ助手 役
- どうなる?（2015年7月6日 - 11月30日、TOKYO MX） - MC[64]
- Pittoスタジオ LOVEMAXアイドル（2016年1月2日 - 5月1日、アイドル専門チャンネルPigoo） - MC[65]
- NEO決戦バラエティ キングちゃん（2017年6月13日 - 20日、テレビ東京） - アシスタント[66]
- タビフク（2019年12月11日、「タビフク+VR」、BS-TBS）

### その他テレビ番組
- 地・中・海ケイバモード（2015年1月27日 - 12月29日、グリーンチャンネル） - 準レギュラー[67][68]
- BOAT RACEプレミア 〜ハートビートボート+〜（2021年4月 - 、BSフジ） - レギュラー（応援サポーター）
- ゴルフのキズナ（2021年10月3日 - 2023年3月26日、テレビ東京） - コーナーレギュラー[69][70][71]
- バーディーラッシュ!![72] 第9回[73]・第10回[74]（2022年2月7日 - 21日、BSフジ） - ワンポイントアドバイス[動画 4][動画 5]
- アップグレードゴルフ（2023年4月2日 - 、テレビ東京） - レギュラーコーナー「永嶋花音・永尾まりやのゴルフだより」[75]
- ふるさと魅力再発見旅 Re-kumamoto（2023年6月28日 - 2024年11月26日、テレビ熊本）[76][注釈 7]

### 映画
- 劇場版 私立バカレア高校（2012年10月13日、ショウゲート） - 本庄真奈 役
- リアル人狼ゲーム 戦慄のクラッシュ・ルーム（2014年4月5日、パル企画） - 主演・谷口麻衣 役[83]
- 口裂け女vsカシマさん（2016年12月23日） - 主演・稲村八重子 役（根岸拓哉とのW主演）[84]
- 咲-Saki-（2017年2月3日、プレシディオ） - 龍門渕透華 役
- 東京ボーイズコレクション エピソード1（2017年3月25日、HumanPictures） - 主演・RISA 役[85]
- 便利屋エレジー（2017年6月24日、アイエス・フィールド） - 佐々木知美 役[86]
- 黒蝶の秘密（2018年10月26日、ユナイテッドエンタテインメント） - 品田千佳 役[87][88]
- NAOKI 〜Time is Life〜（2017年） - 主演
- ゴーストマスター（2019年12月6日、スターダストピクチャーズ） - 牧村百瀬 役[89]
- クソみたいな映画（2020年7月3日、よしもとクリエイティブ・エージェンシー）[90]

### オリジナルビデオ
- ビルド NEW WORLD 仮面ライダークローズ（2019年4月24日） - 馬渕由衣 役[91]

### ラジオ
- 渡辺舞と永尾まりやのTuesday Night（2014年1月7日 - 2016年12月27日、ラジオ日本）

### 舞台
- 青山メインランド プレゼンツ『横山剣 大座長公演』（2013年5月6日 - 9日、浅草公会堂）[ブログ 14]
- 全労済ホールスペース・ゼロ提携公演 Reading Live Theater「こゝろ」（2013年12月18日・20日、全労済ホールスペース・ゼロ）
- 劇団マツモトカズミ
  - 第三回公演「読モの掟! 結婚の偏差値舞台編スピンオフ」（2014年5月28日 - 6月1日、新宿村LIVE）
  - 第四回公演「結婚の偏差値II DEAD OR ALIVE」（2014年9月10日 - 23日、新宿村LIVE）
- ミュージカル「マジすか学園〜京都・血風修学旅行〜」（2015年5月14日 - 16日、AiiA Theater Tokyo） - 土方 役
- 「終わりのセラフ」The Musical（2016年2月4日 - 11日、AiiA 2.5 Theater Tokyo） - クルル・ツェペシ 役[92]

### ネット配信
- マジすか学園5（2015年8月25日 - 10月27日、Hulu） - ゲッコウ 役[注釈 3]
- ハケンのキャバ嬢・彩華 第4話（2017年10月30日、AbemaTV[注釈 4]） - 香奈 役
- 不能犯 第1話「隠したい過去」（2017年12月22日、dTV） - 加島夏美 役[93]
- Document of REN  from JOKER×FACE 第3話（2019年2月12日配信開始、dTV・プチフジ / 3月13日配信開始、フジテレビオンデマンド） - 友里子 役[94]
- ハナビ HANA typeB（2019年2月14日配信開始、PlayStation VR・PlayStation Store） - 主演・ハナビ 役[95][96]
- シネマ小説 第4弾「オフィスの天使」（2019年5月24日配信開始、peep） - 主演・川森ユリ 役[97]
- 不倫食堂 第2期 第4話（2019年8月7日、フジテレビオンデマンド） - 美乃 役[98]
- みずいろの恋（2020年1月18日配信開始 - 、全13話、ドラマ公式Twitter） - 主演・清水涼香 役
- 安全なビーナス 第4話（2020年11月15日、Paravi） - 愛子 役[99]
- 25歳イマドキ独身女がマッチングアプリをやってみた結果日記（2020年12月24日 - 31日、Paravi） - レイナ 役[100]
- 宙ごはん SPECIAL MOVIE（2022年5月下旬公開、小学館 特設サイト） - 主人公・川瀬花野 役[101]

### ゲーム
- プロ野球スピリッツ2019（2019年7月18日、コナミデジタルエンタテインメント） - 「スタープレイヤーモード」アナウンサー 役[102]

### MV
- AK-69「See You Again -Season 1-」/「I Don’t Wanna Know -Season 2-」/「ハレルヤ -The Final Season-」（2020年）[103]

### CM・広報
- 西武園ゆうえんち（2018年7月7日 - ）- 二代目プールガール[104]
- ミクシィ minimo 特別WEBムービー『ミニモテク』「シチュエーション ～海～」篇・「シチュエーション～夏祭り～」篇（2018年7月27日 - ）[105]
- バロックジャパンリミテッド rienda スペシャルムービー「SPICE OF LOVE〜忘れられない女〜」（2018年10月16日 - ）[106]
  - スペシャルティザー動画（2018年10月9日 - 、rienda YouTube Channel）
- ソーシャルテック チャップアップ育毛剤（2021年9月 - ） - ルー大柴と共演[107]
- 佐久市観光大使（2024年 - ）[108]

### 広告モデル
- T-Garden AngelColor MODICシリーズ（2017年10月 - ） - イメージモデル[109]
- fast step / dazzy『Reinest』（2020年10月 - ）[110][注釈 8] - イメージ・モデル[113][114]
  - A/W New Arrival（2020年10月 - ）[115]
  - Reinest ホリデーシーズン クリスマスランジェリー（2020年12月7日 - ）[116]
  - 2024年秋冬ランジェリー（2024年10月7日 - ）[117]
- SNIDEL 『KNIT COLLECTION with Mariya Nagao』（2021年11月15日 - ）[118]

### ランウェイ
- KANSAI COLLECTION（京セラドーム大阪）
  - KANSAI COLLECTION 2013 SPRING&SUMMER（2013年3月3日）[119]
  - EXIA Presents KANSAI COLLECTION 2022 SPRING&SUMMER（2022年3月5日）[120]
- GirlsAward（国立代々木競技場第一体育館）
  - 2014 AUTUMN / WINTER（2014年10月1日）[121]
  - 2015 SPRING / SUMMER（2015年4月29日）[122]
- 第6回ティーンズコレクション / 第1回次世代読モコンテスト（2015年11月23日、さいたまスーパーアリーナ） - ゲストモデル / 特別審査員[123]
- Tokyo Street Collection vol.4–6（2017年8月6日・19日・10月15日、渋谷WOMB / 新木場スタジオコースト）[124][125][126]

### イベント
- PARCO × LARME DREAMY AUTUMN「LOVELY 1st ANNIVERSARY@SHIBUYA PARCO」（2013年9月17日、渋谷パルコ スペイン坂広場）[127]
- LARME meets LaLaport TOKYO-BAY（2013年11月2日、ららぽーとTOKYO-BAY）
- DiA tokyo 1st ANNIVERSARY（2017年10月8日、DiA tokyo） - DuoDJ[128]
- 「ランウェイで笑って」×ファッションドリーマーD × 109NIGHT UNDER158cmファッションショー（2018年10月20日、SHIBUYA109）[129]

## 書籍

### 写真集
1. 美しい細胞（2016年3月10日、徳間書店、撮影：Takeo Dec.）ISBN 978-4847049644[130][131]
2. マブイ!まりや。（2017年10月26日、ワニブックス、撮影：LUCKMAN）ISBN 978-4198641214[132]
3. JOSHUA（2019年8月28日、幻冬舎、撮影：佐藤裕之）ISBN 978-4344034952[133]
4. ヤバイ!まりや。（2022年1月20日、ワニブックス、撮影：西條彰仁）ISBN 978-4847084027[134][135]
5. Capricious（2023年11月14日、講談社、撮影：菊地泰久）ISBN 978-4065340301[136]
6. まりやぎツーリズム（2025年7月17日、ワニブックス、撮影：藤原宏）ISBN 978-4847086137[137]

### 雑誌連載
- LARME（徳間書店） - レギュラーモデル[138]
- S Cawaii!（2017年4月7日 - 、主婦の友社） - レギュラーモデル[139]
- 防衛省広報誌『MAMOR』（扶桑社） - 以下の号で自衛官の制服を着て撮影、表紙と巻頭グラビアを飾る。
  - 2014年3月号 - 防衛省本省にて（AKB48時代）
  - 2020年11月号 - 入間基地にて

### カレンダー
- 永尾まりや 2012年カレンダー（2011年11月19日、ハゴロモ）
- 卓上 永尾まりや 2013年カレンダー（2012年12月7日、ハゴロモ）
- 卓上 永尾まりや 2014年カレンダー（2013年12月6日、ハゴロモ）
- MARIYA NAGAO CALENDAR 2019-2020（2019年1月26日、ワニブックス）[140]

## プロデュース

### かぷ♡ちゅーる
かぷ♡ちゅーるは、永尾まりやがプロデュースする8人組女性アイドルグループ。グループ名は「捕まえる、魅了する」の英語「キャプチャー」に由来する。
2024年6月にオーディションが行われ、7月に結成。9月5日、初のイベント。同月19日、新宿ReNYでデビューライブを行う。